# Bagrat IV.

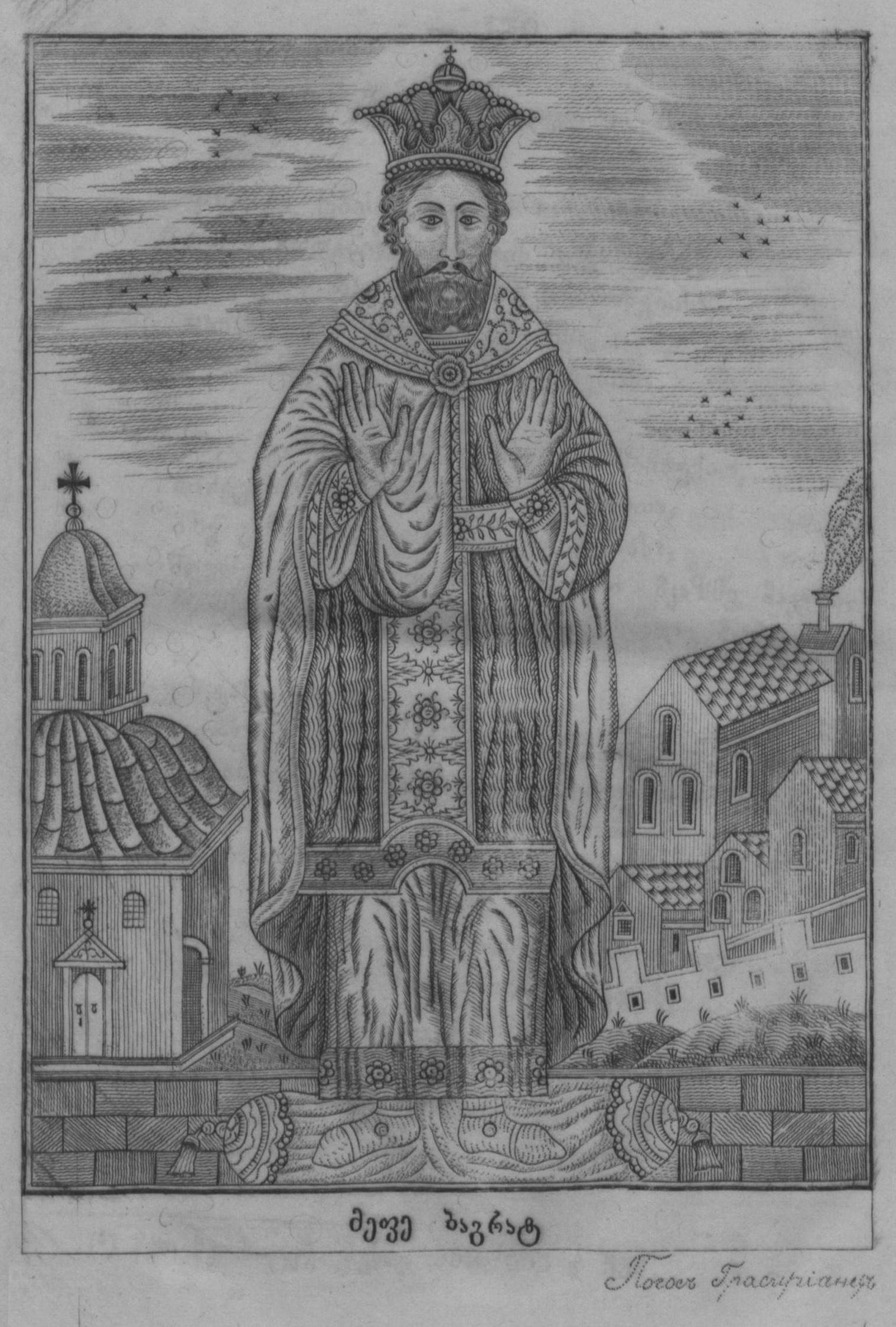
Bagrat IV.

Bagrat IV. (georgisch ბაგრატ IV; * 1018; † 24. November 1072) war von 1027 bis 1072 König von Georgien; er ist ein Sohn Giorgis I.

## Leben
Der neunjährige Bagrat stand zunächst unter Regentschaft seiner Mutter Mariam Artsruni, einer armenischen Königstochter, die eine Politik der Aussöhnung mit Byzanz einleitete. 1029 besuchte zunächst der georgische Katholikos-Patriarch Melchisedech I. Konstantinopel und danach die georgische Regentin. Eine Hochzeit zwischen Bagrat und der Kaisernichte Elena wurde arrangiert.
1032 wurde die Braut nach Kutaissi gebracht, aber ihr früher Tod beendete die kurze Annäherung zwischen Georgien und Byzanz. Sie erlitt erneut einen tiefen Riss, als Bagrats Halbbruder Demetre Giorgischwili, der Ansprüche auf den georgischen Thron erhob, die Festung Anakopia den Byzantinern übergab und nach Konstantinopel floh. Bagrat ignorierte jetzt weitere byzantinische Heiratsprojekte, indem er die Ossetenprinzessin Borena zur Frau nahm.
Nach 1034 nahm Bagrat mit seinen Baronen eine expansionistische Politik auf. Zuerst wurde das Emirat Gəncə besiegt und 1035 gelang es den Georgiern, Dschafar, den Emir von Tiflis, gefangen zu nehmen. Vier Jahre später wurde Tiflis belagert und nach weiteren drei Jahren war die Stadt zur Übergabe reif. Maßgeblichen Erfolg daran hatte Liparit Orbeliani, einer der mächtigsten Feudalherren Bagrats. Aus Angst, dass dieser zu mächtig werden könnte, schlossen der König und Dschafar Frieden. Damit machte Bagrat IV. sich Liparit zu seinem Todfeind. Über zwanzig Jahre dauerte die Fehde zwischen beiden und schwächte das Königreich vor der Seldschukeninvasion.
Zu allem Unglück stellten die Byzantiner noch Gebietsansprüche sowohl auf georgische als auch auf armenische Territorien. 1045 fiel ihnen die armenische Hauptstadt Ani in die Hände, eine der größten mittelalterlichen Städte mit über 100.000 Einwohnern. Die Herrschaft der Byzantiner in Ani endete bereits nach drei Jahren mit der Besetzung durch die Seldschuken. Im Jahre 1048 gelang es Bagrat Tiflis zu erobern.
Um ein Bündnis mit den Byzantinern gegen die Seldschuken zu schmieden, weilte der König 1054/57 in Konstantinopel. Dies nutzte Liparit Orbeliani aus und krönte Bagrats minderjährigen Sohn, Giorgi (II.), mit Einverständnis der Königinmutter zum Herrscher Georgiens. Bagrat gelang es wieder, Ani zu besetzen, aber 1064 fiel die Stadt erneut an die Seldschuken. 1071 wurde der byzantinische Kaiser Romanos IV. in der Schlacht von Manzikert von ihnen besiegt. Jetzt lag der Weg nach Georgien offen.
| Vorgänger | Amt                          | Nachfolger |
| --------- | ---------------------------- | ---------- |
| Giorgi I. | König von Georgien 1027–1072 | Giorgi II. |